# Joe Walker (montażysta)
Joe Walker (ur. 2 października 1963 w Londynie) – brytyjski montażysta filmowy.
Absolwent kompozycji muzycznej na Uniwersytecie w Yorku. Pod koniec lat 80. znalazł zatrudnienie w BBC w charakterze asystenta montażysty dźwięku. Od połowy lat 90. pracował jako samodzielny montażysta przy filmach telewizyjnych, a później również kinowych.
Stale współpracuje z reżyserami Steve’em McQueenem i Denisem Villeneuve’em. Dla pierwszego z nich zmontował takie jego tytuły, jak Głód (2008), Wstyd (2011), Zniewolony (2013) i Wdowy (2018). Spośród filmów Villeneuve’a Walker odpowiadał za montaż Sicario (2015), Nowego początku (2016), Blade Runnera 2049 (2017) i Diuny (2021).
Zdobywca Europejskiej Nagrody Filmowej dla najlepszego montażysty za Wstyd (2011). Trzykrotnie nominowany do Oscara i czterokrotnie do Nagrody BAFTA. Laureat Oscara za najlepszy montaż do Diuny (2021).
Osiadł w Los Angeles.